# Rudolf Erich Raspe
Pour les articles homonymes, voir Raspe.
Rudolf Erich Raspe, né le 26 mars 1736 à Hanovre et mort le 16 novembre 1794, est un écrivain et scientifique allemand.

## Biographie
Il professe l'archéologie à Cassel et devient inspecteur du cabinet des antiquités et médailles du landgraviat de Hesse-Cassel. Mais, ayant commis des soustractions dans ce cabinet pour subvenir à ses dépenses, il est obligé de s'enfuir au Royaume-Uni où il devient membre de la Royal Society de Londres, pour en être exclu en 1775 pour ses « diverses fraudes et abus de confiance graves ».
Vivant d'expédients, mais toujours criblé de dettes, il lui vient l'idée de publier les « extraordinaires » aventures du baron de Münchhausen qui lui conte ses récits à son retour de Russie.

## Œuvres
- Les Aventures du baron de Münchhausen, sous le titre de Baron Münchhausen's Narrative of his marvellous Travels and Campaigns in Russia, 1785 ;
- Édition des Œuvres philosophiques latines et françaises de Leibniz, contenant les Nouveaux Essais sur l'entendement humain, Leipzig, 1765 ;
- Un voyage en Angleterre, envisagée sous le rapport des manufactures, des arts et de l'industrie, 1785 ;
- Catalogue d'une collection de pierres gravées, tirées des plus beaux cabinets de l'Europe (en anglais et en français), Londres, 1791.

### Source
Marie-Nicolas Bouillet  et Alexis Chassang (dir.), « Rudolf Erich Raspe » dans Dictionnaire universel d’histoire et de géographie, 1878 (lire sur Wikisource)
- (en + de) Munchausen - Library at Zurich